# Sender Oelde-Stromberg
Der Sender Oelde-Stromberg ist ein Sendeturm im Ortsteil Stromberg der Stadt Oelde in Deutschland. Auf dem Funkturm befinden sich UKW-Rundfunksender. Über diesen Sender wird auf 96,3 MHz das Programm von Radio WAF mit 250 Watt ERP insbesondere für das Stadtgebiet von Oelde verbreitet. Des Weiteren wird  auf 107,5 MHz das Programm von Radio Gütersloh mit einer Leistung 1 KW ERP abgestrahlt.
Das DAB+ Angebot des WDR auf Kanal 11D wird mit einer Leistung von 520 W vom benachbarten Sender Oelde Mackenberg verbreitet.